# 광신고속
광신고속(光信高速)은 전라남도 나주시 왕곡면 영산포로 30-9 (장산리)에 있는 전라남도의 버스 운송 업체이다.

## 연혁
- 1961년: 전남권 시외완행버스를 운행하는 광신여객 설립.
- 1991년 8월 27일: 전라남도 장성군 장성읍 영천리에서 설립.
- 2009년 10월 26일: 본사를 전라남도 나주시 용산동으로 이전.
- 2010년 1월 5일: 계열사인 광신여객자동차 주식회사를 합병.
- 2014년 6월 13일: 본사를 현 위치인 전라남도 나주시 왕곡면 영산포로 30-9로 이전과 동시에 나주교통을 계열사로 편입.
- 2019년 6월 1일: 시내버스 전체 노선에 따라 차량을 나주교통으로 이관.

## 운행 차량
기아
- 뉴 그랜버드 이노베이션 파크웨이
- 뉴 그랜버드 이노베이션 션샤인
- 뉴 그랜버드 슈퍼 프리미엄 션샤인
- 뉴 그랜버드 이노베이션 실크로드

현대자동차
- 현대 유니시티
- 뉴 프리미엄 유니버스 스페이스 럭셔리
- 뉴 프리미엄 유니버스 익스프레스 노블

## 운행 노선

### 고속버스
2019년 4월 기준이다. 모든 노선이 시외버스에서 고속버스로 전환된 노선이다.
| 운행 노선       | 공동 운행사 | 운행구간     | 운행구간 | 운행구간 | 경유지 | 운행 대수 | 운행 대수 | 운행 대수 | 비고 |
| 운행 노선       | 공동 운행사 | 운행구간     | 운행구간 | 운행구간 | 경유지 | 일반      | 우등      | 고급      | 비고 |
| --------------- | ----------- | ------------ | -------- | -------- | ------ | --------- | --------- | --------- | ---- |
| 인천공항 ↔ 광주 | 금호고속    | 인천국제공항 | ↔        | 광주     |        | -         | 1         | 4         |      |

### 시외버스
2015년 11월 기준이다.
| 운행업체 | 보유 노선수 | 보유 노선수 | 보유 노선수 | 보유 노선수 | 등록 대수 | 등록 대수 | 등록 대수 | 등록 대수 | 등록 대수 |
| -------- | ----------- | ----------- | ----------- | ----------- | --------- | --------- | --------- | --------- | --------- |
| 운행업체 | 노선 합계   | 직행        | 일반        | 고속        | 대수 합계 | 직행      | 일반      | 고속      | 예비      |
| 광신고속 | 57          | 56          | 1           | -           | 66        | 65        | 1         | -         | ?         |

#### 광주광역시(유스퀘어) 출발 노선
- 광주 ~ 운암동 ~ 장성 ~ 약수리 ~ 백양사 ~ 약수리 ~ 장성사거리 ~ 정읍
- 광주 ~ 운암동 ~ 정읍 ~ (내장사)
- 광주 ~ 운암동 ~ 장성 ~ 사창 ~ (삼서) ~ 상무대
- 광주 ~ 운암동 ~ 고창
- 광주 ~ 운암동 ~ 고창 ~ (선운사)
- 광주 ~ 운암동 ~ 장성 ~ 신흥리 ~ 월산 ~ 고창
- 광주 ~ 부천 (광우고속, 경기고속, 대원고속과 공동운행)
- 광주 ~ 이천 (경기고속과 공동운행)
- 광주 ~ 경기도광주 ~ 하남 (경기고속과 공동운행)
- 광주 ~ 평택 ~ 송탄 ~ 오산 (~ 김포 ~ 강화) (경기고속과 공동운행)
- 광주 ~ 송도 ~ 인천국제공항 (금호고속과 공동운행)
- 광주 ~ (장성사거리) ~ 강릉 (강원여객, 금호고속과 공동운행)
- 광주 ~ (장성사거리) ~ (설악산입구 하차) ~ 속초
- 광주 ~ 증평 ~ 충주 (서울고속과 공동운행)
- 광주 ~ 문화동 ~ 곡성 ~ 구례 ~ 중동(지리산온천) (동광고속, 광우고속과 구례까지 공동운행) 편도 1회 운행

#### 목포 출발 노선
- 목포 ~ 영광 ~ 안산 ~ 안양 (대원고속, 경기고속과 공동운행)
- 목포 ~ 안산 ~ 부천 (금호고속, 대원고속, 경기고속과 공동운행)
- 목포 ~ 인천국제공항 (금호고속과 공동운행)

#### 순천 출발 노선
- 순천 ~ 순천북부 ~ 괴목 ~ 구례